# Петин, Евгений Владимирович
Евгений Владимирович Петин (29 января 1975) — узбекистанский легкоатлет, выступавший в тройном прыжке и прыжках в длину. Участвовал в летних Олимпийских играх 1996 и 2000 годах.

## Биография
Евгений Петин родился 29 января 1975 года.
В 1996 году вошёл в состав сборной Узбекистана на летних Олимпийских играх в Атланте. В квалификации тройного прыжка занял 38-е место с результатом 15,89 метра.
В 1997 году выступал на чемпионате мира в Афинах, где занял 32-е место в тройном прыжке (16,13).
В 1998 году участвовал в летних Азиатских играх в Бангкоке. В тройном прыжке занял 5-е место (16,13), уступив 29 сантиметров бронзовому призёру — Наттапорну Намканхе из Таиланда. В прыжках в длину с результатом 7,35 метра пробился в финал, но не участвовал в нём.
В 2000 году вошёл в состав сборной Узбекистана на летних Олимпийских играх в Сиднее. В квалификации тройного прыжка показал 34-й результат (15,27).
В том же году занял 10-е место на чемпионате Азии в Джакарте (15,53).

## Личный рекорд
- Тройной прыжок — 16,67 (11 июля 2000, Москва)[3]
- Прыжки в длину — 7,62 (23 мая 1998, Алма-Ата)[3]